# أوداتشنايا
(الروسيه : тру́бка Уда́чная, literally lucky pipe) هو رواسب الماس الموجوده في حقل دالتون -  ألانكيت كيمبرلايت في جمهورية ساخا, الروسيا , هو منجم مفتوح، يقع خارج الدائرة القطبيه الشماليه عند 66.26 \ 122. 19
أكتشف الأوداتشنايا في 15 \6 \1955 بعد يومين فقط من اكتشاف انبوبه مير بواسطة الجيولوجي السوفيتي فلاديمير شتشوكين وفريقه . يبلغ عمقها حوالي 640 مترًا (2100 قدم) ، مما تم جعلها ثالث أعمق منجم مفتوح في العالم ((بعد منجم بينغهام كانيون و تشوكويكاماتا)) تمت تسمية المستعمره القريبه من يوداتشني للإيداع .
أعتبر في عام 2010 التحكم في أنبوب اودشنايى من قبل شركة الماس الروسية الروسا , التي خططت لوقف التعدين في الحفرة المفتوحة لصالح التعدين تحت الأرض في عام 2010
يقدر المنجم باحتياطيات 225.8 مليون قيراط (45.16 طن) من الماس وطاقة إنتاجية سنوية تبلغ 10.4 مليون قيراط (2.08 طن.